# Poveste de dragoste (film)
Poveste de dragoste este un film românesc din 2015 regizat de Cristina Iacob. Rolurile principale au fost interpretate de actorii Dragoș Bucur, Raluca Aprodu.

## Distribuție
Distribuția filmului este alcătuită din:
- Vlad Zamfirescu — Robert
- Maria Croitoru — Fetița 1
- Raluca Eftimie — Scripta
- Ducu Darie — Paul
- Ina Georgiana Tudor — Fetița 2
- Gabriela Popescu
- Irina Petrescu — Mama lui Paul
- Tudor Roșu — Băiețelul
- Oltin Hurezeanu — Actor
- Mirela Oprișor — Irina
- Ionuț Bora — Ducu
- Mimi Brănescu — Virgil
- Patricia Poslusnic — Clara
- Raluca Aprodu — Aprilia
- Dragoș Bucur — Sebastian
- Diana Stancu — Machieuză
- Adrian Hostiuc — Nicky